# Кубок Митропы 1965
Кубок Митропы 1965 — 24-й розыгрыш Кубка Митропы. В нём принимали участие пять команд из Австрии, Венгрии, Италии, Чехословакии и Югославии.
Победу в соревновании одержал венгерский клуб «Вашаш», который в финале обыграл итальянскую «Фиорентину» со счётом 1:0. Третье место занял чехословацкий клуб «Спарта».

## Квалификационный раунд
| Команда 1 | Итог | Команда 2 | 1-й матч | 2-й матч |
| --------- | ---- | --------- | -------- | -------- |
| Сараево   | 1:4  | Вашаш     | 1:2      | 0:2      |

| 8 мая 1965 | Сараево    | 1:2        | Вашаш                   | Сараево                                                     |
| | Ристич 77′ | (протокол) | Пушкаш 49′ · Фаркаш 56′ | Стадион: Кошево Зрителей: 12 000 Судья: Димитриос Влахоянис |
| Сараево: Рефик Муфтич, Мирсад Фазлагич, Ибрахим Биоградлич, Миленко Баич, Фахрудин Прляча, Александар Ристич, Светозар Вуйович, Сретен Шилькут, Салих Шехович, Джемалудим Мушович, Степан Блажевич Вашаш: Ласло Варга, Кальман Ихас, Кальман Месёй, Паль Беренди, Ласло Шароши, Михай Кекеши, Ференц Фиштер, Дежё Мольнар, Лайош Пушкаш, Янош Фаркаш, Имре Матес |            |            |                         |                                                             |

| 26 мая 1965 | Вашаш                 | 2:0        | Сараево | Будапешт                                                  |
| | Фаркаш 49′ · Паль 53′ | (протокол) |         | Стадион: Непштадион Зрителей: 30 000 Судья: Иджино Ригато |
| Вашаш: Ласло Варга, Шандор Бакош, Кальман Месёй, Паль Беренди, Кальман Ихас, Имре Матес, Ференц Фиштер, Дежё Мольнар, Янош Фаркаш, Лайош Пушкаш, Тибор Паль Сараево: Ибрахим Сирчо, Миленко Баич, Александар Ристич, Мирсад Фазлагич, Ибрахим Биоградлич, Светозар Вуйович, Джемалудим Мушович, Сретен Шилькут, Салих Шехович, Фахрудин Прляча, Степан Блажевич |                       |            |         |                                                           |

## Полуфиналы
| Команда 1    | Счёт | Команда 2      |
| ------------ | ---- | -------------- |
| Вашаш        | 5:4  | Спарта (Прага) |
| Рапид (Вена) | 0:3  | Фиорентина     |

| 23 июня 1965 | Вашаш                                                           | 5:4 (доп. вр.) | Спарта (Прага)                                 | Вена                                                           |
| 17:30 CET | Фиштер 2′ · Пушкаш 8′ 35′ · Мольнар 84′ · Таборский 119′ (авт.) | (протокол)     | Машек 16′ · Квашняк 44′ · Врана 67′ · Мраз 79′ | Стадион: Пратерштадион Зрителей: 10 000 Судья: Эдуард Бабауцек |
| Вашаш: Ласло Варга, Шандор Бакош, Кальман Месёй, Кальман Ихас, Имре Матес, Паль Беренди, Дежё Мольнар, Лайош Пушкаш, Янош Фаркаш, Ференц Фиштер, Тибор Паль Спарта (Прага): Антонин Крамериус, Милан Коллар, Иржи Тихий, Владимир Таборский, Владимир Коиш, Павел Дыба, Томаш Поспихал, Иван Мраз, Андрей Квашняк, Вацлав Машек, Вацлав Врана |                                                                 |                |                                                |                                                                |

| 23 июня 1965 | Рапид (Вена) | 0:3        | Фиорентина                   | Вена                                                             |
| 19:15 CET |              | (протокол) | Бертини 35′ 45′ · Хамрин 43′ | Стадион: Пратерштадион Зрителей: 10 000 Судья: Александар Шкорич |
| Рапид (Вена): Роман Пихлер, Пауль Халла, Вильгельм Цаглич, Йозеф Хёльтль, Франц Хазиль, Вальтер Скоцик, Тони Фрич, Франц Вольни, Рудольф Нуске, Рудольф Флёгель, Бранко Миланович Фиорентина: Альфредо Паоликки, Эджидио Гуарначчи, Джузеппе Брици, Серджо Кастеллетти, Джован Баттиста Пировано, Рино Маркези, Курт Хамрин, Марио Бертини, Паоло Нути, Ренато Беналья, Хуан Карлос Морроне |              |            |                              |                                                                  |

## Матч за третье место
| Команда 1    | Счёт | Команда 2      |
| ------------ | ---- | -------------- |
| Рапид (Вена) | 0:2  | Спарта (Прага) |

| 26 июня 1965 | Рапид (Вена) | 0:2        | Спарта (Прага)        | Вена                                                           |
| 17:30 CET |              | (протокол) | Машек 44′ · Врана 89′ | Стадион: Пратерштадион Зрителей: 6000 Судья: Александар Шкорич |
| Рапид (Вена): Андрия Вереш, Пауль Халла, Вильгельм Цаглич, Йозеф Хёльтль, Эвальд Улльман, Вальтер Скоцик, Франц Вольни, Вальтер Зайтль, Леопольд Граузам, Франц Хазиль, Рудольф Флёгель Спарта (Прага): Антонин Крамериус, Йиржи Гура, Иржи Тихий, Владимир Таборский, Йозеф Войта, Вацлав Потмешиль, Павел Дыба, Иван Мраз, Андрей Квашняк, Вацлав Машек, Вацлав Врана |              |            |                       |                                                                |

## Финал
| Команда 1 | Счёт | Команда 2  |
| --------- | ---- | ---------- |
| Вашаш     | 1:0  | Фиорентина |

| Вашаш            | 1:0        | Фиорентина |
| ---------------- | ---------- | ---------- |
| Месёй 85′ (пен.) | (протокол) |            |

|                  |    |                  |  |
|                  |    |                  |  |
| Вр               | 1  | Ласло Варга      |  |
| Защ              | 2  | Шандор Бакош     |  |
| Защ              | 5  | Кальман Месёй    |  |
| Защ              | 3  | Кальман Ихас     |  |
| ПЗ               | 4  | Имре Матес       |  |
| ПЗ               | 6  | Паль Беренди (к) |  |
| Нап              | 7  | Дежё Мольнар     |  |
| Нап              | 8  | Лайош Пушкаш     |  |
| Нап              | 9  | Янош Фаркаш      |  |
| Нап              | 10 | Ференц Фиштер    |  |
| Нап              | 11 | Тибор Паль       |  |
| Главный тренер:  |    |                  |  |
| Рудольф Илловски |    |                  |  |

|                    |    |                          |  |
|                    |    |                          |  |
| Вр                 | 1  | Альфредо Паоликки        |  |
| Защ                | 2  | Эджидио Гуарначчи        |  |
| Защ                | 5  | Джузеппе Брици           |  |
| Защ                | 3  | Серджо Кастеллетти       |  |
| ПЗ                 | 4  | Джован Баттиста Пировано |  |
| ПЗ                 | 6  | Рино Маркези             |  |
| Нап                | 7  | Курт Хамрин (к)          |  |
| Нап                | 8  | Марио Бертини            |  |
| Нап                | 9  | Паоло Нути               |  |
| Нап                | 10 | Ренато Беналья           |  |
| Нап                | 11 | Хуан Карлос Морроне      |  |
| Главный тренер:    |    |                          |  |
| Джузеппе Кьяппелла |    |                          |  |

## Лучшие бомбардиры
| № | Игрок         | Команда        | Голы |
| - | ------------- | -------------- | ---- |
| 1 | Лайош Пушкаш  | Вашаш          | 3    |
| 2 | Марио Бертини | Фиорентина     | 2    |
| = | Вацлав Врана  | Спарта (Прага) | 2    |
| = | Вацлав Машек  | Спарта (Прага) | 2    |
| = | Янош Фаркаш   | Вашаш          | 2    |